# Sd Kfz 7
Sd.Kfz.7（Sonderkraftfahrzeug 7）は、第二次世界大戦でドイツ国防軍と武装親衛隊で使用された、牽引力8トンのハーフトラックである。クラウス・マッファイ社の開発したKMm8が、最初のSd.Kfz.7として1934年に採用され、1938年にはボンネットのデザインを大きく変更したKMm11が採用され、新たなSd.Kfz.7として量産された。これはボルクヴァルト社や、1943年からはザウラー社でも生産された。
最大で12人の兵員を乗せることができ、8.8 cm FlaK 18/36/37や15cm sFH 18などの重火砲の牽引に用いられた。また後部には弾薬を搭載することができた。
大戦初期、8.8cm FlaK18高射砲を重対戦車砲として装備していた陸軍の戦車駆逐大隊の装備車輌には、車体全体を装甲で覆ったものも見られた。

## バリエーション

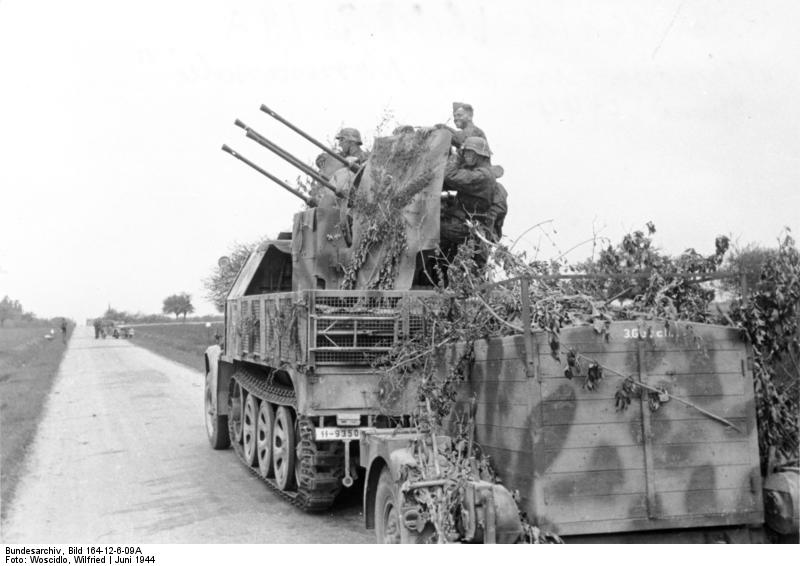
4連装型2cm対空砲を装備したSd.Kfz.7/1（1944年ノルマンディー）

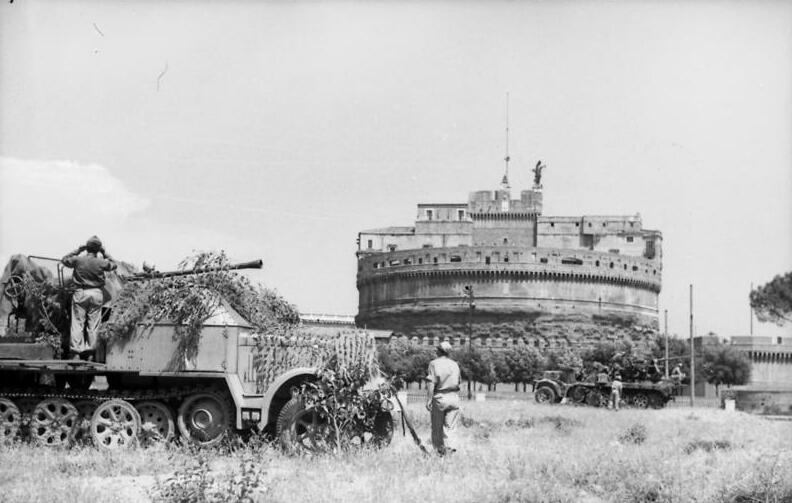
Sd.Kfz.7/2装甲キャビン型（1944年ローマ）

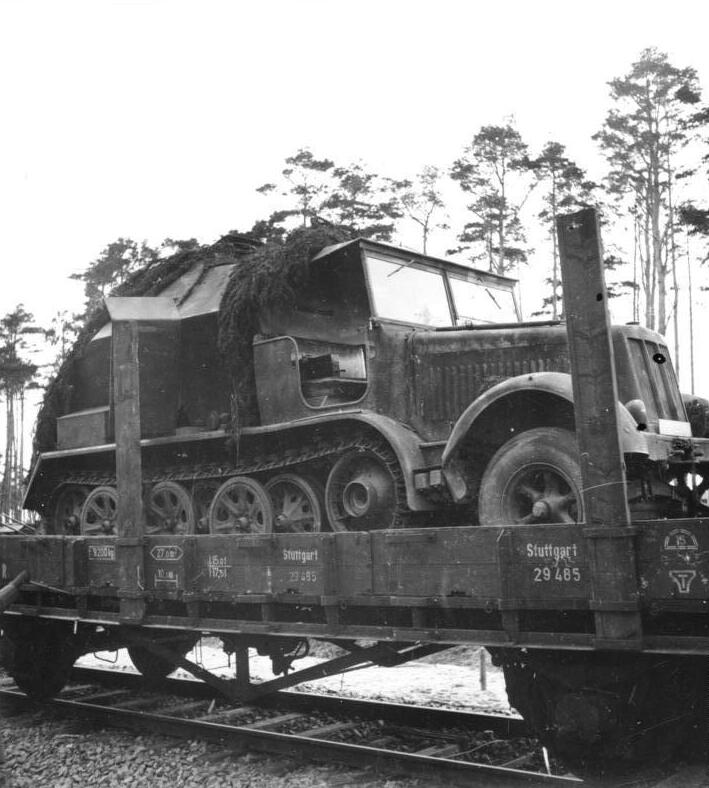
V-2号ロケット発射操作管制用8t牽引車改装装甲車（ペーネミュンデ陸軍兵器実験場）

Sd.Kfz.7
牽引車としての基本型。
Sd.Kfz.7/1
2cm Flakvierling38を搭載した空軍地上部隊向けに開発された自走式対空砲。車体後部には、格子状に組まれた細長い金属板製または木製の折りたたみ式足場が設置されている。1943年頃からキャビン周辺と機関室前面に8mm厚の装甲を追加したものもあった。対空戦闘のみならず、ソ連軍歩兵の集団突撃に対し水平射撃を行うこともあった。
Sd.Kfz.7/2
3.7 cm FlaK 36を搭載した自走式対空砲で、同じ砲を搭載した5tハーフトラック（Sd.Kfz.6/2）が生産中止になったため、その代わりとして生産された。2cm砲型と砲以外はほぼ同じで、やはりキャビン周辺などに装甲を追加したものもあった。機関砲による水平射撃や、前装式の15cm成形炸薬弾を用いての対戦車戦闘も行った。
5cm FlaK42 (SF) auf Zugkraftwagen 8t
5 cm FlaK 41を搭載した対空自走砲型。射撃を安定させるためのアウトリガーも装備していたが、FlaK 41の評判が悪かったためか試作止まりに終わった。
Feuerleitpanzerfahrzeug für V-2 Raketen auf Zugkraftwagen 8t
A-4（V2ロケット）の発射管制装置を、後部の装甲シェルターに納めた特殊車輌。発射台から100m離れた所に防護堤を作り、そこに隠れた状態で配置される。戦後、A-4を試験したソ連軍も捕獲使用、後継として国産化されたR-2ロケット用のSU-85を改造した管制車も作られた。